# Werner Schur
Werner Schur (vollständiger Name Paul Adolf Werner Schur, * 5. August 1888 in Dorpat; † 19. Dezember 1950 in Heidelberg) war ein deutscher Althistoriker, der von 1922 bis 1945 an der Universität Breslau lehrte. Sein Forschungsschwerpunkt war die mittlere und späte Römische Republik.

## Leben
Werner Schur war der älteste Sohn des Mathematikers Friedrich Schur (1856–1932) und der Laura geb. Schmidt, Tochter des Rechtswissenschaftlers Carl Adolf Schmidt (1815–1903). Er wuchs mit seinen zwei jüngeren Brüdern Axel Schur (1891–1930) und Dietrich Schur in Dorpat auf, wo sein Vater seit dem Wintersemester 1888/89 als ordentlicher Professor für Reine Mathematik an der dortigen Universität lehrte. Nach weiteren Berufungen des Vaters zog die Familie 1892 nach Aachen, 1897 nach Karlsruhe und 1909 nach Straßburg.
Werner Schur studierte nach der Reifeprüfung am Großherzoglichen humanistischen Gymnasium in Karlsruhe (1. August 1907) Alte Geschichte und Klassische Philologie an der Universität Heidelberg. Hier wurde er Mitglied der Verbindung Rupertia. Zum 4. November 1908 wechselte er an die Kaiser-Wilhelms-Universität Straßburg, wo er 1913 mit einer Dissertation über die Aeneassage zum Dr. phil. promoviert wurde. Seinen akademischen Lehrer und Doktorvater Karl Johannes Neumann würdigte er später in einem umfangreichen Nachruf. Nach der Drucklegung seiner Dissertation nahm Schur als Kriegsfreiwilliger am Ersten Weltkrieg teil. Nach seiner Rückkehr zog er nach Breslau, wo seine Eltern nach ihrer Ausweisung aus Straßburg lebten. Sein Vater lehrte noch von 1919 bis 1924 als ordentlicher Professor für Mathematik an der Universität Breslau. An dieser Universität habilitierte sich Schur 1922 bei Ernst Kornemann für das Fach Alte Geschichte und lehrte dort seitdem als Privatdozent.
1929 wurde Schur zum nichtbeamteten außerordentlichen Professor ernannt, 1939 zum außerplanmäßigen Professor. Einige Male vertrat er Lehrstühle an anderen Universitäten, so im Wintersemester 1936/37 und Sommersemester 1937 in Gießen sowie in Köln und Bonn; zu einer Berufung kam es allerdings nicht. Während des Zweiten Weltkriegs vertrat er an der Universität Breslau zeitweise den Lehrstuhlinhaber und Direktor des Althistorischen Seminars. Gegen Kriegsende floh er im März 1945 während der Schlacht um Breslau aus der Stadt und gelangte nach Heidelberg, wo er bis zu seinem Tod als Privatgelehrter lebte.

## Wissenschaftliches Werk
Werner Schurs Veröffentlichungen wurden in der Fachwelt eher negativ beurteilt. Hans Schaefer führte Schurs Bücher Sallust als Historiker (1934) und Das Zeitalter des Marius und Sulla als Beispiele für dessen Arbeitsweise an und bemerkte zu ihnen pietätvoll: „Er war nicht so sehr ein Mann neuer Fragestellungen als vielmehr der gelehrten Zusammenfassung, in denen er die Summe der Forschung klar und übersichtlich vortrug.“ Dagegen warf Ronald Syme ihm die unkritische Übernahme von Hypothesen anderer (namentlich Jérôme Carcopino), Unfähigkeit zur Auswahl und Verwendung einschlägiger Belege sowie Trockenheit und mangelnde Zuverlässigkeit vor. Karl Christ urteilte über dasselbe Buch: „Sein Geschichtsbild war sehr einfach strukturiert. Marius war nach ihm der Repräsentant der «demokratischen», Sulla der «aristokratischen» Seite. Der augusteische Prinzipat sollte dann die Synthese der beiden «Führerideen» bringen“.

## Politische Einstellung
Werner Schur war politisch konservativ eingestellt. Während der Weimarer Republik war er Mitglied des Stahlhelm, in der Zeit des Nationalsozialismus trat er der SA und am 27. September 1937 der NSDAP bei (Mitgliedsnummer 5.752.384). In seinen wissenschaftlichen Veröffentlichungen stellte er gelegentlich Bezüge zur Gegenwart her, wie etwa in seinem Buch Die Orientpolitik des Kaisers Nero (1923) zwischen der Erniedrigung des Armenierkönigs Tiridates durch die Römer und dem Versailler Vertrag. Nach der Machtergreifung der Nationalsozialisten pries er in seinen 1934 erschienenen Büchern Augustus und Sallust als Historiker das Führerprinzip als Garantie für Stabilität und außenpolitischen Erfolg; zugleich begründete er die Niederlagen des Germanicus in Germanien mit rassistischen Schlagworten.

## Schriften (Auswahl)
- Die Aeneassage in der späteren römischen Literatur. Straßburg 1914 (Dissertation)
- Die Orientpolitik des Kaisers Nero. Leipzig 1923 (Klio-Beihefte 15). Nachdruck Aalen 1963
- Scipio Africanus und die Begründung der römischen Weltherrschaft. Leipzig 1927 (Das Erbe der Alten, Reihe 2,13) Digitalisat
  - italienische Übersetzung von Angelo Treves: Scipione l’africano e la fondazione dell’impero mondiale di Roma. Mailand 1937. Zahlreiche Neudrucke
- Caesar. Lübeck 1932 (Colemans kleine Biographien 1)
- Augustus. Lübeck 1934 (Colemans kleine Biographien 39)
- Sallust als Historiker. Stuttgart 1934. Nachdruck Ann Arbor 1980
- Das Zeitalter des Marius und Sulla. Leipzig 1942 (Klio-Beihefte 46). Nachdruck Aalen 1962